# Pernitas Point
Pernitas Point è un villaggio degli Stati Uniti d'America che si trova tra le contee di Jim Wells e Live Oak nello Stato del Texas. La popolazione era di 269 persone al censimento del 2000.

## Geografia fisica
Pernitas Point è situata a 28°03′31″N 97°54′06″W (28.058724, -97.901757).
Secondo lo United States Census Bureau, ha un'area totale di 0,6 mi² (1,55 km²).

## Società

### Evoluzione demografica
Secondo il censimento del 2000, c'erano 269 persone.

### Etnie e minoranze straniere
Secondo il censimento del 2000, la composizione etnica del villaggio era formata dal 96,65% di bianchi, lo 0,74% di afroamericani, lo 0,37% di asiatici, e il 2,23% di due o più etnie. Ispanici o latinos di qualunque razza erano il 14,50% della popolazione.